# Martyna Kotwiła
Martyna Kotwiła (* 13. Januar 1999 in Radom) ist eine polnische Leichtathletin, die sich auf den Sprint spezialisiert hat. Mit der polnischen 4-mal-100-Meter-Staffel wurde sie 2022 in München Vizeeuropameisterin.

## Sportliche Laufbahn
Erstmals bei einer internationalen Meisterschaft trat Martyna Kotwiła bei den U18-Europameisterschaften in Tiflis 2016 an. Dort gelangte sie über 100 Meter bis in das Halbfinale und gewann mit der polnischen Sprintstaffel (1000 Meter) die Silbermedaille hinter der Mannschaft aus Frankreich. Zwei Wochen später belegte sie bei den U20-Weltmeisterschaften in Bydgoszcz den vierten Platz mit der polnischen 4-mal-100-Meter-Staffel. 2017 qualifizierte sie sich über 200 Meter für die U20-Europameisterschaften in Grosseto und belegte dort den siebten Rang. Mit der polnischen Staffel schied sie bereits in der Vorrunde aus. 2018 qualifizierte sie sich über 200 Meter für die U20-Weltmeisterschaften in Tampere, bei denen sie im Finale mit 23,21 s einen neuen polnischen Juniorinnenrekord aufstellte und damit die Bronzemedaille gewann. Zudem belegte sie mit der Staffel in 44,61 s den fünften Platz. Damit qualifizierte sie sich auch für die Europameisterschaften in Berlin, bei denen sie im 200-Meter-Lauf mit 23,41 s im Halbfinale ausschied. Zudem wurde sie mit der polnischen Staffel in 43,34 s Sechste.
2019 erreichte sie bei den U23-Europameisterschaften in Gävle das Halbfinale über 200 Meter, konnte dort ihren Lauf aber nicht beenden, gewann aber mit der polnischen Staffel in 44,08 s die Bronzemedaille hinter den Teams aus Deutschland und Frankreich. 2022 schied sie bei den Weltmeisterschaften in Eugene mit 43,19 s im Vorlauf der 4-mal-100-Meter-Staffel aus und anschließend verhalf sie dem Team bei den Europameisterschaften in München zum Finaleinzug und trug damit zum Gewinn der Silbermedaille bei. Im Jahr darauf schied sie bei den Halleneuropameisterschaften in Istanbul mit 7,33 s im Semifinale über 60 Meter aus. Im August startete sie über 200 Meter bei den Weltmeisterschaften in Budapest und kam dort mit 23,34 s nicht über den Vorlauf hinaus. Bei den World Athletics Relays 2024 in Nassau kam sie in der Finalrunde über 4-mal 100 Meter nicht ins Ziel und anschließend schied sie bei den Europameisterschaften in Rom mit 23,44 s im Halbfinale über 200 Meter aus. Im August schied sie bei den Olympischen Sommerspielen in Paris mit 23,50 s in der Hoffnungsrunde über 200 Meter aus. 
In den Jahren 2018, 2022 und 2024 wurde Kotwiła polnische Meisterin im 200-Meter-Lauf im Freien sowie 2019, 2023 und 2024 in der Halle. Zudem wurde sie 2023 Landesmeisterin in der 4-mal-100-Meter-Staffel.

## Persönliche Bestzeiten
- 100 Meter: 11,37 s (0,0 m/s), 4. Juni 2023 in Chorzów
  - 60 Meter (Halle): 7,28 s, 18. Februar 2023 in Toruń
- 200 Meter: 22,99 s (+2,0 m/s), 22. Juli 2018 in Lublin (polnischer U20-Rekord)
  - 200 Meter (Halle): 23,30 s, 19. Februar 2023 in Toruń